# Galionová figura

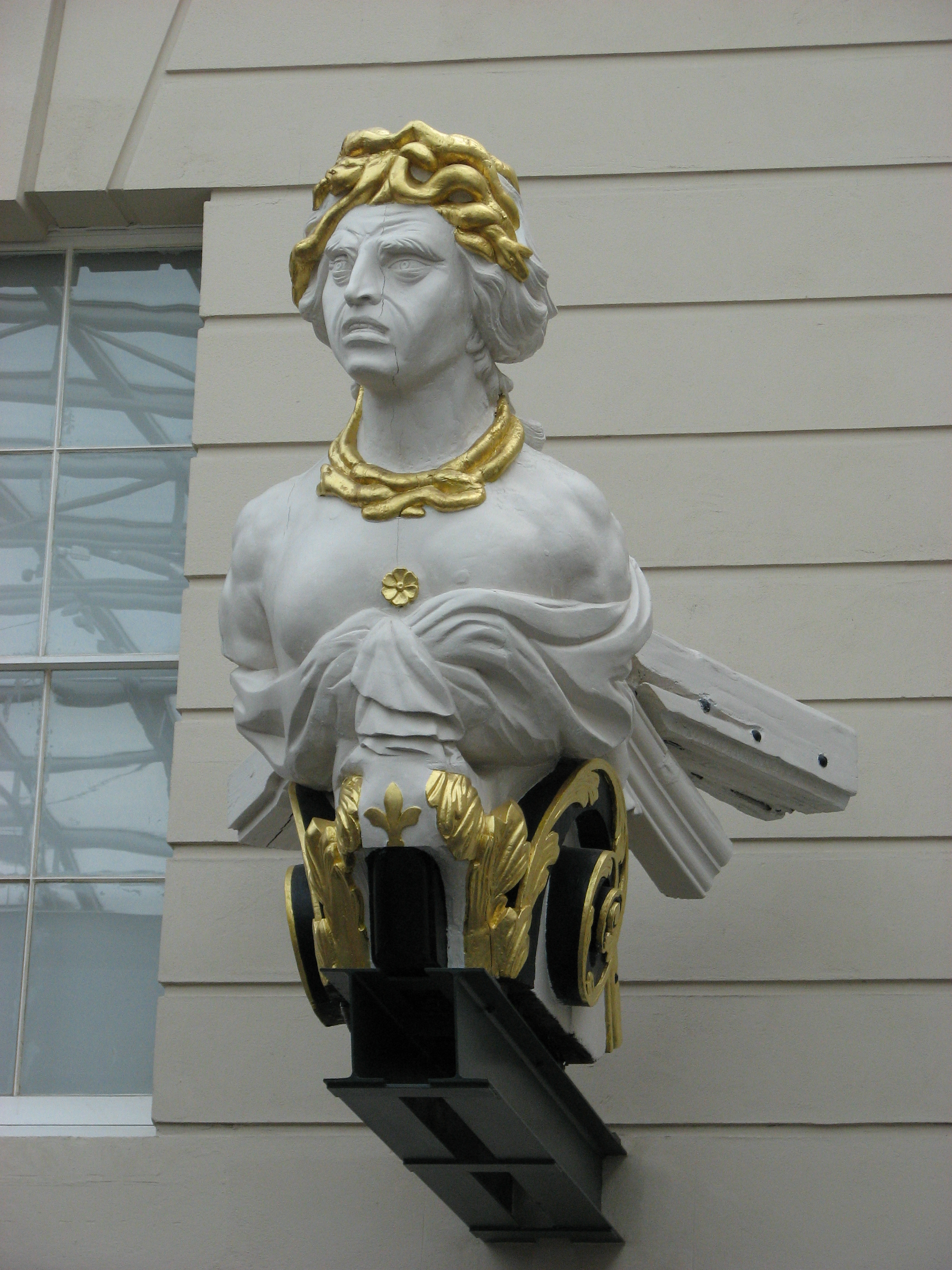
Galionová figura z HMS Implacable na zdi Greenwichského námořního muzea.

Galionová figura je alegorické zpodobnění lodi ve formě figury (postavy, zvířete či mytické příšery) nacházející se na příďovém zobci, které se používalo na plachetnicích zejména v době od 16. do 19. století.
Ačkoli i dřívější lodě měly na přídi různé ozdoby (například vikinské drakkary z doby kolem 800–1100 n. l.), začaly být galionové figury všeobecně používány až v s nástupem galeon v 16. století. Bylo to dáno skutečností, že v předchozích obdobích neměly lodě na přídi patřičný prostor, kam by se tak velká figura mohla umístit. Hrozivé dračí hlavy s vyceněnými zuby a vypoulenýma očima na vikinských lodích měly za úkol nejen vystrašit nepřátele, ale především ochránit loď před zlými duchy.
Podobně jako tomu bylo u výzdoby na zádi, měla i figura na přídi mnohdy za úkol naznačit (ač často dosti komplikovaným způsobem) i těm, kdo neuměli číst, jaké je jméno lodi, a v případě námořních lodí i předvést bohatství a moc jejího vlastníka. V období rozkvětu baroka se některé řadové lodě pyšnily obrovskými galionovými figurami, jež mnohdy vážily i několik tun a někdy byly zdvojeny po obou stranách čelenu.
Také nazývaná ochechule.